# WASP-32 (Parumleo)
WASP-32 eller Parumleo, är en ensam stjärna i den södra delen av stjärnbilden Fiskarna. Den har en skenbar magnitud av ca 11,26 och kräver ett teleskop för att kunna observeras. Baserat på parallax enligt Gaia Data Release 2 på ca 3,6 mas, beräknas den befinna sig på ett avstånd på ca 910 ljusår (ca 278 parsek) från solen. Den rör sig bort från solen med en heliocentrisk radialhastighet på ca 18 km/s.

## Nomenklatur
WASP-32 har på förslag Singapore fått namnet Parumleo. Namnet valdes i NameExoWorlds-kampanjen under IAU:s 100-årsjubileum i januari 2020. En tillhörande planet har fått namnet Viculus.

## Egenskaper
WASP-32 är en gul till vit stjärna i huvudserien av spektralklass G0 V, som är relativt utarmad på litium, vilket är vanligt för massiva stjärnor som hyser heta Jupiterplaneter. Den har en massa som är ca 1,1 solmassa, en radie som är ca 1,1 solradie och har ca 1,5 gånger solens utstrålning av energi från dess fotosfär vid en effektiv temperatur av ca 6 100 K.

## Planetsystem
Exoplaneten WASP-32 b, senare kallad Viculus, av typen "het Jupiter" upptäcktes 2010 vid WASP-32. Den befanns 2014 kretsa kring värdstjärnan i prograd riktning.
Uppföljningsstudier som använder analys av transittidsvariation har inte lyckats hitta någon, och har därför 2015 uteslutit förekomsten av andra massiva planeter vid WASP-32.
| Planet | Massa        | Halv storaxel (AE) | Siderisk omloppstid (d) | Excentricitet  | Inklination | Radie          |
| ------ | ------------ | ------------------ | ----------------------- | -------------- | ----------- | -------------- |
| b      | 3,6 ±0,07 MJ | 0,0394 ± 0,0003    | 2,71865 ± 0,00008       | 0,018 ± 0,0065 | 85,3 ± 0,5° | 1,18 ± 0,07 RJ |